# Završje
Završje är en ort i Brestovac i Požega-Slavoniens län i Kroatien. Den hade 323 invånare år 2011.